# 미켈란젤로 부오나로티
미켈란젤로 디로도비코 부오나로티 시모니(이탈리아어: Michelangelo di Lodovico Buonarroti Simoni, 문화어: 미켈란젤로 부오나로티, 1475년 3월 6일 ~ 1564년 2월 18일)는 이탈리아의 조각가, 화가, 건축가, 시인이다. 르네상스 시기를 대표하는 거장으로, 피렌체, 로마 등 이탈리아 여러 지역에 거주하면서 수많은 걸작을 남긴 위대한 예술가로 손꼽힌다. 그의 작품은 인생의 고뇌, 사회의 부정과 대결한 분노, 신앙을 미적으로 잘 조화시킨 것으로 평가된다.

## 생애
미켈란젤로는 유년 시절부터 조토와 마사치오의 작품들을 습작하며 그림에 많은 관심을 쏟아 집안에서 자주 꾸중을 들었다. 소년 미켈란젤로의 재능을 알아본 메디치가에서 아버지를 설득한 덕분에 미술 공부를 할 수 있었다. 13세 때 화가 도메니코 기를란다요에게서 그림을 배웠다. 14세 때부터 메디치 가문의 보호를 받으며 베르트르드 디 조반니를 통하여 도나텔로 작품을 배웠다.

### 피에타

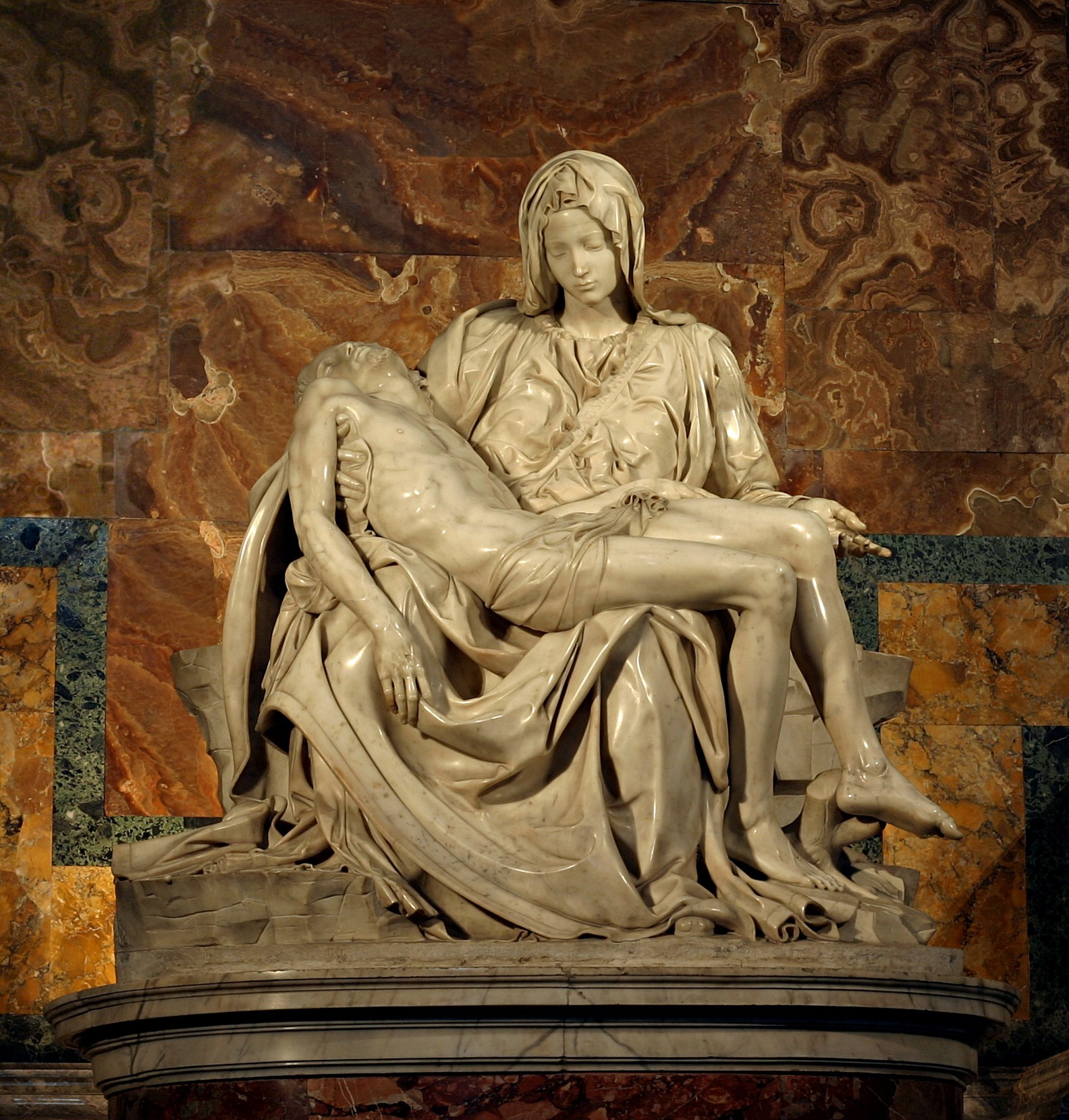
피에타

1499년 미켈란젤로는 로마에 체류 중이었던 프랑스 출신 추기경 장 드 빌레르의 의뢰로 후에 성베드로 대성당에 놓일 피에타를 완성했다. 이 작품은 르네상스 시대 조각 예술의 대표적인 명작으로, 그의 수많은 피에타 상 중 최초의 작품이었다. 미켈란젤로는 이 작품을 자랑스럽게 여겨 유일하게 직접 자신의 이름을 새겼다.

### 다비드

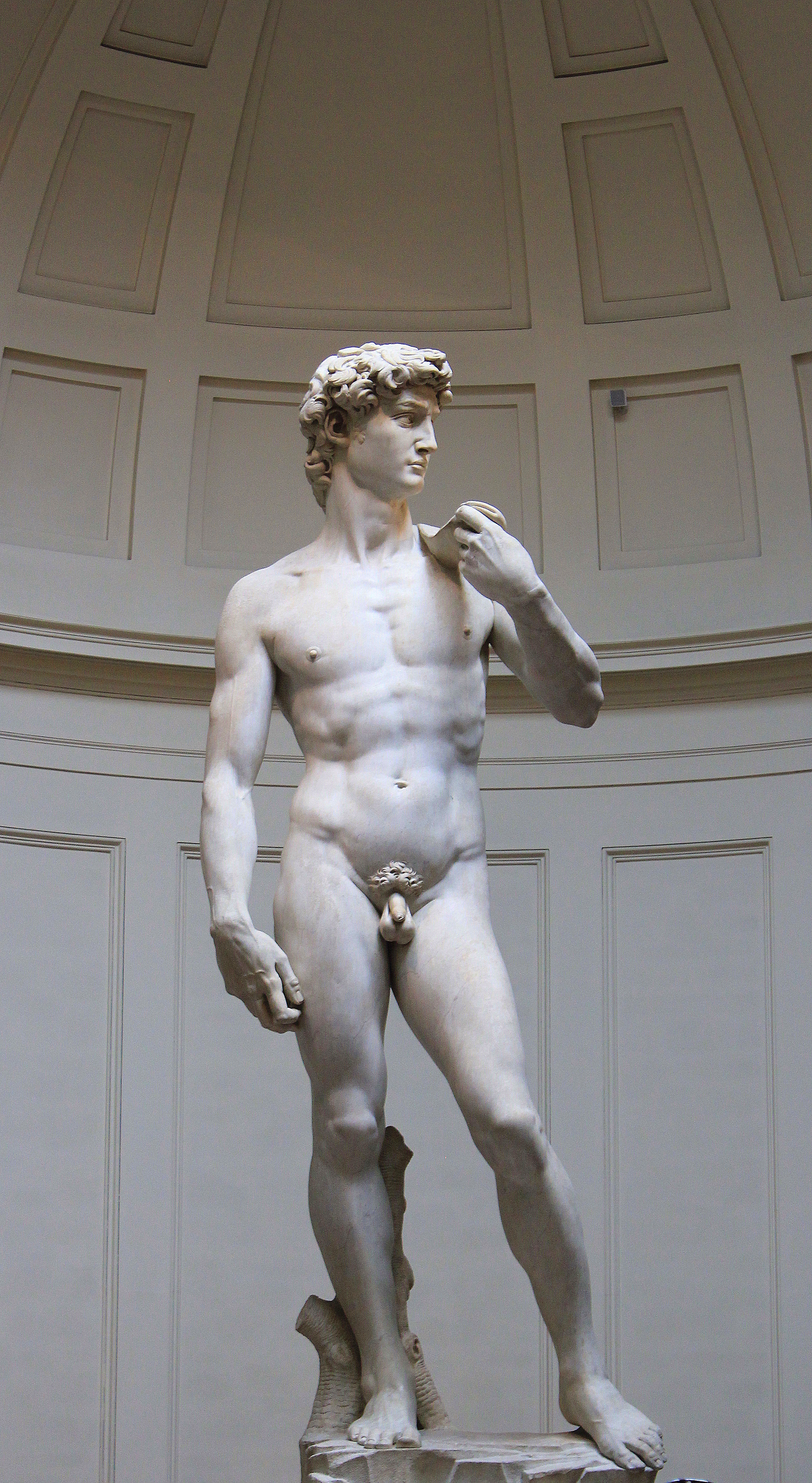
다비드

1501년 피렌체로 돌아와 시청의 위탁으로 다비드를, 즉 소년 다윗 조각을 3년에 걸쳐 완성하였다. 계속하여 원형 부조인 성 모자를 만들고, 원형화 성 가족을 그렸다. 1504년 피렌체 시청의 위촉으로 대회장의 벽화 카시나 수중 접전도를 그리게 되었는데, 맞은편 벽에는 레오나르도 다 빈치가 앙기아리 기마 접전도를 그렸으므로 경쟁을 하게 되었다.

### 시스티나 성당 천장화
1508년 바티칸 사도 궁전의 시스티나 성당의 천장화를 위촉받고 허리가 꺾이는 듯한 고통에도 4년 만에 완성하였다. 이효성 작가가 쓴 계몽사 그림위인전기《미켈란젤로》에 따르면, 당시 미켈란젤로는 비둘기의 허리처럼 허리가 굽혀지는 듯한 고통 속에서 그림을 그렸다고 한다. 1520년 피렌체의 메디치가 예배당에 안치할 조각상을 10년에 걸쳐 조각하는 한편, 산 로렌초 성당 부속 도서관 입구를 건축하였다. 이효성 작가가 쓴 계몽사 그림위인전기《미켈란젤로》에 따르면, 피렌체 공화국을 사랑한 미켈란젤로는 1529년 독일 카를 5세 군의 피렌체 포위 때 방위후에 메디치 가의 알레산드로 데 메디치와 사이가 나빠져, 1534년 카를 5세가 침략할 때에 방위 의원으로서 성을 쌓아서 고향을 지키고자 할 정도로 사랑하는 고향인 피렌체를 영원히 떠나 로마에 정착했다. 피렌체를 떠날 때 그는 같이 일한 노동자들에게 자신의 작품을 팔아서 임금으로 대신할 것을 부탁했다고 한다.
로마로 거주지를 옮긴 미켈란젤로는 새로운 교황 바오로 3세로부터 시스티나 경당의 정면 대벽화를 위촉받고, 노령으로 발판 위에서 떨어져 가면서까지 혼자 꾸준히 그려 6년에 걸쳐 <최후의 심판>을 완성하였다. 바오로 3세는 미켈란젤로의 실력을 존중하여, 어느 추기경이 미켈란젤로를 무지하다고 업신여기자, "무식한 사람은 추기경님입니다. 추기경님은 미켈란젤로의 작품을 이해할 수 있겠습니까?"라고 말씀하며 편들어 주었다 한다.(이효성(1996))
1550년 바티칸 파올리나 예배당의 프레스코 벽화 <바오로의 회심>(1549년)과 <십자가의 베드로>(1550년, 성 베드로가 십자가에 거꾸로 매달려 처형되는 순교 그림)를 완성했다. 1542년 교황 바오로 3세는 미켈란젤로에게 로마 가톨릭의 출발점인 성 베드로와 성 바오로를 그려 줄 것을 부탁했고, 미켈란젤로는 기독교 공동체의 선교사로서 경건하게 살아간 두 성인의 그림을 그리면서 로마 가톨릭의 지도자인 교종들을 비판하는 뜻을 담아냈다.
1550년대 이후 미켈란젤로는 죽음을 의식하면서, 십자가에 매달린 예수를 그린 열두 점의 드로잉을 남긴다. 이는 그의 만년 스타일을 대표하는 것으로 평가된다.
미켈란젤로는 성 베드로 대성전의 돔, 성 베드로 대성전의 피에타, 팔레스티나의 피에타, 론다니니 등을 미완성으로 남긴 채 1564년 89세를 일기로 긴 생애를 로마에서 마쳤다.

## 율리오 2세의 영묘와 <모세> 1505~1545
1505년에 미켈란젤로는 새로 임명된 교황 율리오 2세의 초대로 로마로 들어왔다. 그는 교황의 묘를 짓는 일을 위촉받았다. 두 사람은 함께 거대한 예술 작품을 상상하는 동시에 세계의 여덟 번째 경이를 만들 꿈을 꾸었다. 3층 높이에 실물대 조각상 40점, 벽감, 엔타블러처, 괴이한 장식물, 청동 부조 등이 포함된 거대한 건축물 구상했다.
르네상스 시기의 가장 웅장하고 고상한 장례 기념물 중 하나인 이 건축물은 방대한 작업이었기 때문에 미켈란젤로에게는 평생의 부담으로 남았다. 그의 전기 작가이자 제자인 아스카니오 콘디비에 따르면, 미켈란젤로는 "나는 이 영묘에 묶여서 청춘을 다 보내고 말았다."라고 불평했다.

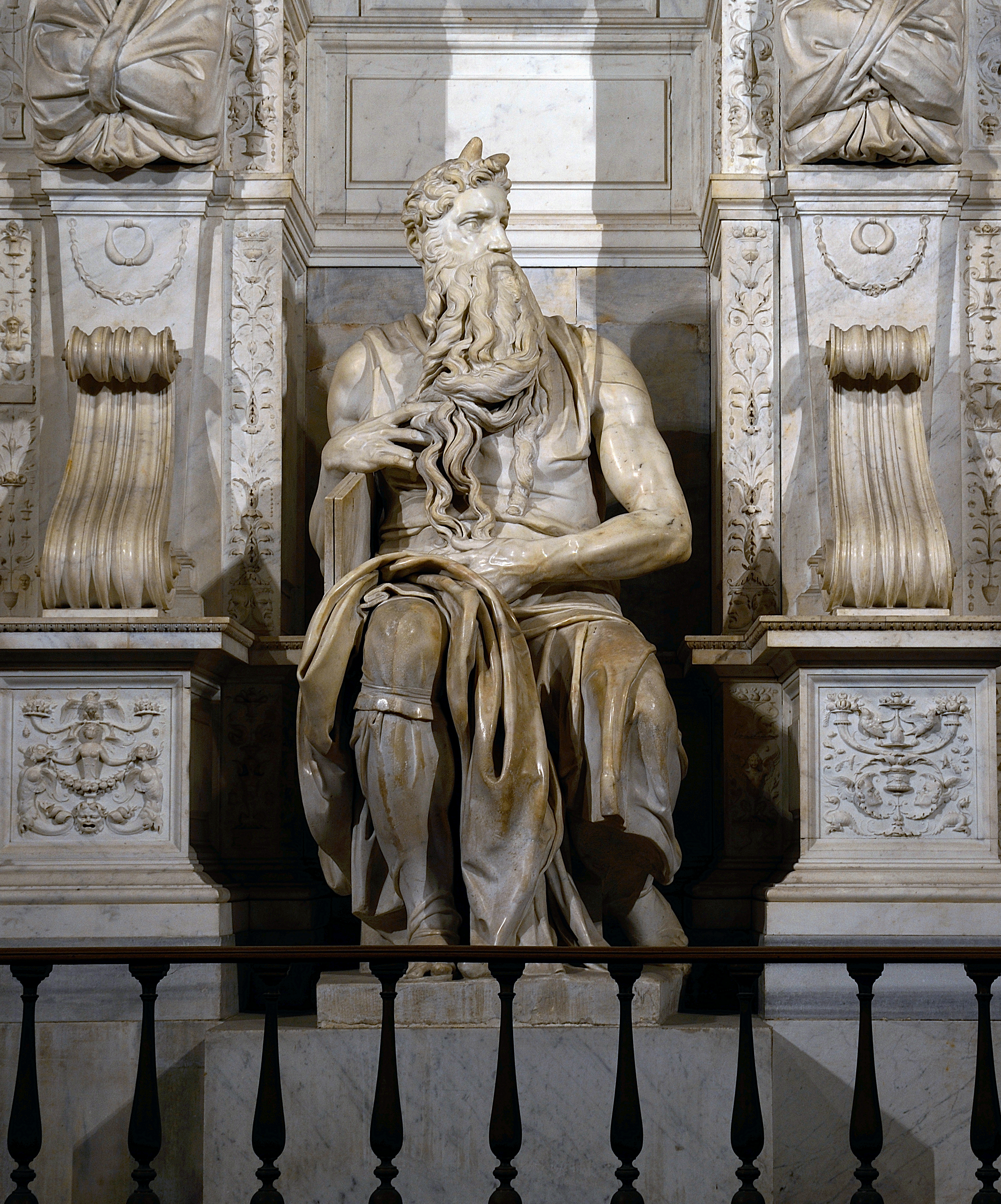
모세

교황의 후원을 받았으나, 미켈란젤로는 이 작업 외에도 수많은 작업을 맡아서 진행했기에 무덤을 완공하는 데 무려 40년이나 걸렸다. 본래 성 베드로 대성당에 세워질 계획이었으나, 나중에 율리오 2세를 기념하는 교회로, 베드로가 투옥되었을 때 묶였던 쇠사슬이 보관된 산 피에트로 인 빈콜리 성당에 세워졌다. 완성된 모습은 처음 구상과 달리 2층으로 구성되어 있었으나, 장대하기는 여전히 마찬가지였다.
바닥에는 카피톨리노 언덕의 고대 폐허에서 가져온 60센티미터 높이의 '오래된 대리석' 조각 열세 개를 깔아 대좌로 삼았고, 그 위에 조각상을 놓아서 돋보이게 만들었다. 2층의 네 기둥은 위로 갈수록 좁아져서 관람자 시선을 저절로 하늘로 향하게 유도한다. 기둥 위의 기다란 촛대 네 개와 인간 형태의 문장은 건축물 전체가 하늘로 녹아드는 듯한 느낌을 조성한다. 위에 뚫린 직사각형 창문 넷과 오픈 아치에서는 교회 안쪽의 합창대 목소리가 울려나와 마치 천사들이 영혼을 영접하는 것 같은 분위기를 자아낸다. 지상에서 천상으로 자연스레 영혼이 여행할 수 있도록 봉사하는 건축물을 이룩한 것이다.
아래층 중앙에 놓인 1545년에 완성한 <모세>상이 가장 유명하다. “덩치가 엄청나게 큰 당당한 인물이라는 느낌이 실제와 상상 양쪽 측면 모두에서 작동한다. 그는 마치 하느님에게 말을 걸려는 것처럼 측면을 응시한다. 그는 이미 신성을 보고 온 사람이므로 그의 얼굴은 인간 이상의 얼굴이며, 따라서 평범한 인간들로서는 감히 쳐다볼 수 없는 얼굴이다. 상대방을 꿰뚫어보는 듯한 눈빛, 물결치는 얼굴 근육, 폭풍우 같은 머리카락, 짧은 두 뿔(모세가 시나이 산에서 하산할 때 그의 머리에서 뿜어져 나온 후광을 상징한다) 등이 <모세>가 내뿜는 강렬한 표현력에 기여한다. 기다란 오른손 손가락들은 묵직한 턱수염의 끝부분을 잡아당기고 있다. 잠재의식 속 생각이 무의식적인 불안한 동작을 활성화한 것이다. 소매 없는, 느슨한 상의는 대리석 조각의 한 걸작으로, 모세의 근육 구조를 감추는가 하면 드러낸다. 한편 무릎 위로 흘러넘칠 정도로 과도해 보이는 옷자락이 예언자의 독특하면서도 느슨한 각반과 신발을 오히려 잘 드러낸다.”
그 좌우의 두 여인상 <라헬>과 <레아>는 미켈란젤로가 온전히 완성한 최후의 조각상이다. 하늘에 호소하는 듯한 자세를 취한 라헬과 거울을 들여다보는 자세로 땅을 지향하는 레아는 서로 짝을 이루면서 각각 신앙과 선행, 명상적 생활과 활동적 생활을 상징한다. 본래 이 자리에 있어야 하는 남자 포로들과 달리, 여성이 모세의 좌우에 자리 잡음으로써 영묘 전체는 이스라엘 민족의 해방을 위한 모세의 투쟁(신체성)이 아니라 기도와 명상이라는 영적 언어(정신성)를 표현하게 되었다. 이는 이 영묘를 처음 구상했을 때인 서른 살의 미켈란젤로와 이 영묘를 완성했을 때인 일흔 살의 미켈란젤로의 차이를 보여 주는 듯하다.
2층 한가운데 누운 인물이 이 영묘의 주인인 교황 율리오 2세이고, 서 있는 모자상은 성모 마리아와 아기 예수이다. 묘를 위해 만든 조각상 중 6점은 최종적으로 배제했다. 그중 <반항하는 노예>와 <죽어가는 노예>로 알려진 조각상 2점은 루브르 박물관에 보관되어 있고, 나머지 4점은 피렌체의 아카데미아 갤러리에 있다.

## 시스티나 경당의 천장 벽화, 1508~1512

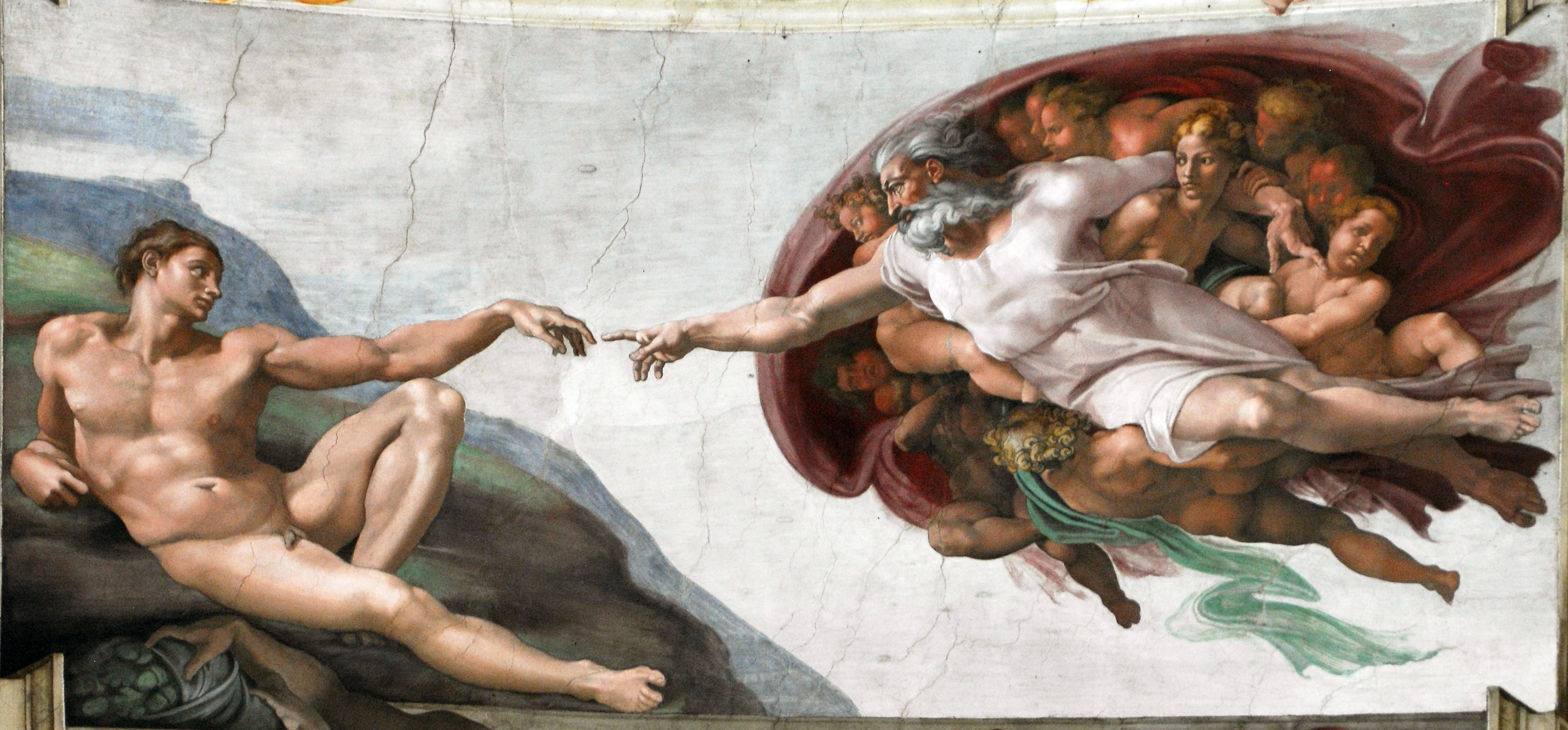
미켈란젤로의 천장화 (시스티나 성당)

미켈란젤로는 시스티나 경당의 천장을 4년에 걸쳐 작업하였다(1508~1512). 1508년 교황 율리오 2세는 미켈란젤로에게 시스티나 경당의 천장을 그림으로 장식할 것을 명한다. 콘디비의 설명에 따르면, 브라만테가 성 베드로 대성당을 작업 중이었는데, 미켈란젤로가 교황의 묘 공사에 위촉되었다는 사실에 분개하다가 교황을 설득해 미켈란젤로가 실패하도록 그에게 생소한 과제를 주었다고 한다.
미켈란젤로는 원래 천장을 지탱하는 삼각 궁륭에 열두 제자를 그리고, 천장 중앙에 장식으로 처리하라는 위촉을 받았다. 미켈란젤로는 율리오 2세를 설득해 재량권을 얻고, 천지창조, 인류의 타락, 예언자를 통한 구원의 약속, 그리스도의 계보 등 다양하고 더 정교한 작품을 제시했다. 이 작업은 가톨릭 교리 대부분을 표현하는 그림들이다.
작품은 500평방미터의 천장 전체를 아우르며, 300명 이상의 인물을 포함하고 있다. 천장 한가운데에는 창세기에 나오는 아홉 가지 이야기로 구성되어 있고, 크게 세 부분으로 나뉜다. 하느님의 천지 창조, 하느님의 인간 창조와 하느님 은혜 밖으로 타락한 인간, 마지막으로 노아와 그의 가족이 보여 주는 인간의 상태이다. 천장을 지탱하는 삼각 궁륭에는 예수의 탄생을 예언하는 인간 열두 명이 그려져 있다. 이스라엘 예언자 일곱 사람과 고전 세계에 나오는 무녀 다섯이다. 천정 벽화에서 가장 유명한 그림은 아담의 창조, 에덴 동산의 아담과 이브, 노아의 홍수, 예언자 예레미아, 그리고 쿠마에 무녀이다.
미켈란젤로는 4년 동안 발판 위에 누워서 작업해야 했고, 이로 인해 관절염과 근육 경련을 얻었다. 천장에서 떨어지는 물감 안료로 인해 눈병도 생겼으나 1512년 마침내 작품을 완성했다.

## 시스티나 경당의 <최후의 심판>  1535~1541

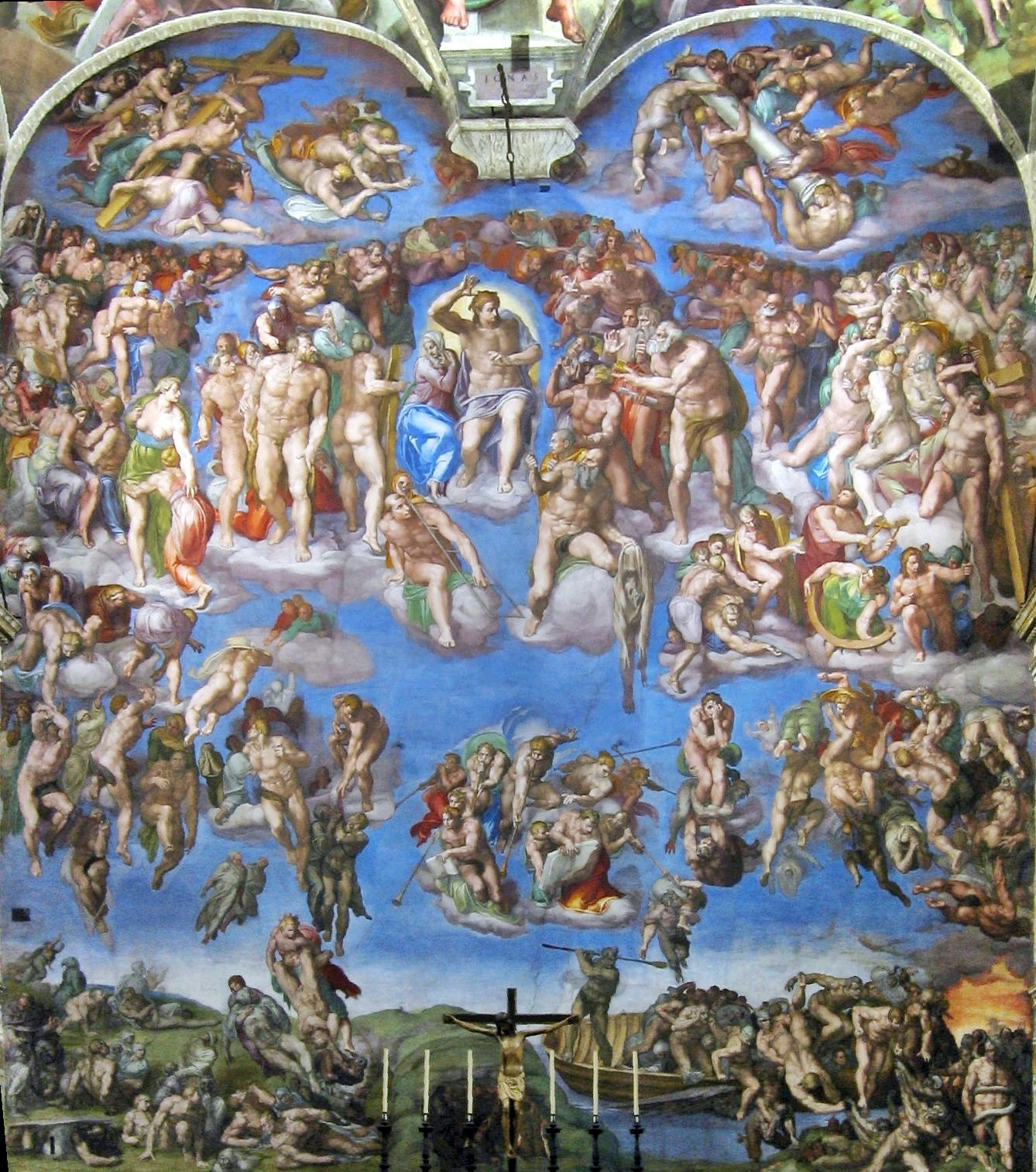
미켈란젤로의 <최후의 심판>

1535년 미켈란젤로는 교황 바오로 3세로부터 시스티나 경당의 정면 대벽화를 위촉받고, 6년에 걸쳐 <최후의 심판>을 완성했다.

## 작품 목록

### 조각
- 미켈란젤로의 십자가 (1492년) - 다색 나무, 142 x 135 cm, 성모 마리아와 성령 성당, 피렌체
- 미켈란젤로의 성 페트로니오 (1494년-1495년) - 대리석, 키 64 cm, 성 도메니코 성당, 볼로냐
- 미켈란젤로의 성 프로쿨루스 (1494년-1495년) - 대리석, 키 58,5 cm, 성 도메니코 성당, 볼로냐
- 미켈란젤로의 천사 (1494년-1495년) - 대리석, 키 51,5 cm, 성 도메니코 성당, 볼로냐
- 바쿠스 (1496년-1497년) - 대리석, 키 203 cm, 바르젤로 국립 미술관, 피렌체
- 피에타 (1499년-1500년) - 대리석, 키 174 cm, 바닥 폭 넓이 195 cm, 성 베드로 성당, 로마
- 다비드 (1501년-1504년) - 대리석, 키 517 cm, 아카데미아 갤러리, 피렌체

### 그림
- 성 가족(도니 톤도) (1503 - 1506년경) - 우피치 미술관, 피렌체
- 시스티나 성당 천장화(1508년 - 1512년) - 프레스코화, 시스티나 성당, 바티칸 궁전
- 최후의 심판 (1534년 - 1541년) - 프레스코화, 시스티나 성당, 바티칸 궁전

천지창조

## 미켈란젤로의 말
- 그 안에 죽음의 씨앗이 없는 생각은 태어나서는 안 되는 생각이다.
- 나는 노인이고 죽음은 내게서 청춘의 꿈을 빼앗아갔다. 노년이 무엇을 의미하는지 모르는 사람들은 노년이 되었을 때 자신이 동원할 수 있는 인내심을 품고 그 노년을 참을 수 있기를. 왜냐하면 노년이란 미리 상상할 수는 없는 일이니.
- 나는 돌덩어리를 조각할 뿐이지만, 그녀는 하늘의 예술품, 인간이 아니라 신성입니다. (연인 비토리아 콜론나의 아름다움을 찬양하면서)
- 내 작업에서 믿을 만한 길잡이는 아름다움입니다. 그것은 내 앞에 하나의 생득권으로 놓여 있으며, 두 예술[그림과 조각]에는 거울이요, 등불입니다.
- 사랑이라는 것은/ 그 어떤 감독하는 스승도 필요 없고/ 사랑하는 자는 잠도 자지 않는다./ 연락책 같은 것은 더더욱 필요가 없다.
- 산에서 캐내 온 단단한 돌로 만든 생생한 석상은 그것을 만든 사람보다 더 오래간다.
- 아름다운 것들에 대한 기억 속으로 죽음이 찾아오네. 그 사람의 얼굴을 당신의 기억으로부터 빼앗아 가기 위해.
- 여러 해에 걸쳐 무수한 탐색과 시도 끝에/ 현명한 예술가는 그 자신의 멋진 구상에 충실한,/ 단단한 알프스의 돌로 만들어 낸/ 어떤 살아 있는 이미지를 획득한다./ 그가 죽음에 가까이 다가갔을 때,/ 새롭고 고상한 것들에 예술가는 너무 늦게 도착하고,/ 그것도 잠시 지속될 뿐이다.
- 예술은 시샘하는 시간을 정지시키기 위한 투쟁이다.]

## 미켈란젤로 평전
로맹 롤랑이 쓴 《미켈란젤로의 생애》(이정림 옮김, 범우사)가 있다.

## 참고 자료
- 이 문서에는 다음커뮤니케이션(현 카카오)에서 GFDL 또는 CC-SA 라이선스로 배포한 글로벌 세계대백과사전의 내용을 기초로 작성된 글이 포함되어 있습니다.

## 같이 보기
- 카사 부오나로티